# Agnieszka Dygacz
Agnieszka Dygacz (Chorzów, 18 luglio 1985) è una marciatrice polacca.
Ha partecipato ai Giochi di Londra 2012 e di Rio de Janeiro 2016, gareggiando nella marcia 20 km.